# Radek Sňozík
Radek Sňozík (ur. 17 października 1975 w Czechosłowacji) – czeski piłkarz, długoletni bramkarz Bohemians 1905.

## Kariera klubowa
Karierę klubową rozpoczynał w czeskim klubie VTJ Tábor. W 1994–1995 był zawodnikiem SK Tachov, do którego powrócił w latach 1997–2000. W 2000 r. został zawodnikiem 1. FK Příbram, z którym w sezonie 2003/2004 awansował do najwyższej ligi czeskiej. W 2006 opuścił klub, przechodząc do Bohemians 1905.
W sezonie 2006/2007 Sňozík wywalczył z klubem awans do najwyższej ligi czeskiej, z której spadli sezon później, zajmując 15. miejsce (przedostatnie). W listopadzie 2007 r. strzelił swoją pierwszą bramkę, wykorzystując rzut karny. W sezonie 2008/2009, klub awansował do Gambrinus ligi, gdzie w następnym sezonie zajął 13. miejsce, a w kolejnym 6. W sezonie 2011/2012 klub spadł do II ligi czeskiej, zajmując 15. miejsce w tabeli. W sezonie 2012/2013 Czech awansował z klubem do najwyższej ligi, zajmując pierwsze miejsce w tabeli.